# Berridale
Berridale – miasto w Australii, w stanie Nowa Południowa Walia.